# Erythrosquilla
Erythrosquilla — рід ротоногих ракоподібних родини Bathysquillidae. Включає 2 види.

## Поширення
Рід поширений в Індо-Тихоокеанському регіоні. Один вид виявлено біля узбережжя Сомалі, другий - у японських та австралійських водах.

## Опис
Родина відрізняється від інших родин ротоногих наявністю хребта на середній лінії тельсона. Між собою представники роду відрізняються кількістю зубців на хапальних кінцівках: п'ять зубів в Erythrosquilla megalops, 8-9 — в Erythrosquilla hamano.

## Види
- Erythrosquilla hamano Ahyong, 2001
- Erythrosquilla megalops Manning & Bruce, 1984